# Litavska nogometna reprezentacija
Litavska nogometna reprezentacija je reprezentacija koju kontrolira Lietuvos futbolo federacija. Prvu utakmicu odigrala je 1923. Litva je 1940. pripojena SSSR-u, a nakon osamostaljenja 1990. prvu utakmicu igrala je 27. svibnja protiv Gruzije.
Najveća pobjeda Litavaca dogodila se 1995. na Baltičkom kupu protiv Estonije. Litva je jedna od slabijih nogomenih reprezentacija u Europi, uglavnom zato što nogomet nije glavni sport u državi. Taj slučaj pojavljuje se u još maloj količini država. Glavni sport u Litvi je košarka, jer su Litvanci po statistici jedni od najviših ljudi na svijetu. 

## Uspjesi na svjetskim prvenstvima
- 1930. – nisu ušli
- 1934. – nisu se kvalificirali
- 1938. – nisu se kvalificirali
- 1950. – 1990. – nisu ušli, dio SSSRa
- 1994. – 2010. – nisu se kvalificirali

## Uspjesi na europskim prvenstvima
- 1960. – 1992. – nisu ušli, dio SSSRa
- 1996. – 2012. – nisu se kvalificirali

## Trenutačni sastav
- vratari:

Ernestas Šetkus („Hapoel“ Haifa, Izrael)
Džiugas Bartkus („Hapeol Ironi“ Kirjat Šmona, Izrael)
Emilijus Zubas („Bnei Yehuda“ Tel Aviv, Izrael)
- braniči:

Algis Jankauskas („Sūduva“ Marijampolės)
Rolandas Baravykas („Žalgiris“ Vilnius)
Markas Palionis („Jahn Regensburg“, Njemačka)
Rimvydas Sadauskas („Stumbras“ Kaunas)
Linas Klimavičius („Dinamo“ Bukurešt, Rumunjska)
Vaidas Slavickas („Sūduva“ Marijampolė)
Valdemar Borovskij („Riteriai“)
Vytautas Andriuškevičius („Sūduva“ Sūduva Marijampolė)
- veznjaci:

Vykintas Slivka („Hibernian“ Edinburgh, Škotska)
Artūras Žulpa („Tobol“ Kostanay, Kazahstan)
Donatas Kazlauskas („Riteriai“)
Deimantas Petravičius („Falkirk“, Škotska)
Modestas Vorobjovas („Žalgiris“ Vilnius)
Mantas Kuklys („Žetysu“ Taldykorganas)
Saulius Mikoliūnas („Žalgiris“ Vilnius)
Justinas Marazas („Wisla“ Plock, Poljska)
- napadači:

Arvydas Novikovas („Jagiellonia“ Białystok, Poljska)
Fedor Černych („Dinamo“ Moskva, Rusija)
Nerijus Valskis („Hapoel“ Tel Aviv, Izrael)
Paulius Golubickas („Sūduva“ Marijampolė)

## Poznati igrači
- Valdas Ivanauskas
- Arminas Narbekovas
- Gintaras Staučė
- Aurelijus Skarbalius
- Edgaras Jankauskas – pobjednik UEFA kupa 2003. i UEFA Lige prvaka 2004. s Portom
- Deividas Šemberas – pobjednik UEFA kupa 2005. s CSKA Moskvom
- Gražvydas Mikulėnas

## Izbornici kroz povijest
- Benjaminas Zelkevičius (1990. – 1991.)
- Algimantas Liubinskas (1992. – 1994.)
- Benjaminas Zelkevičius (1995. – 1997.)
- Kęstutis Latoža (1998. – 1999.)
- Robertas Tautkus (1999. – 1999.)
- Stasys Stankus (1999. – 2000.)
- Julius Kvedaras (2000.)
- Benjaminas Zelkevičius (2000. – 2003.)
- Algimantas Liubinskas (2003. – 2008.)
- José Couceiro (2008. – 2010.)
- Raimondas Žutautas (2010. – 2011.)
- Csaba László (2012. – 2013.)
- Igoris Pankratjevas (2013. – 2015.)
- Edgaras Jankauskas (2015. – 2018.)
- Valdas Urbonas (2019. – danas)[1]